# Marais et Côtes de Scarlino
Les Marais et Côtes de Scarlino (en italien : Palude e Costiere di Scarlino) constituent une zone naturelle protégée dans la province de Grosseto en Toscane . Le marais de Scarlino est un site d'intérêt régional, inclus dans une petite mesure dans la réserve naturelle de Tomboli di Follonica et en grande partie inclus dans l'oasis de protection des marais et côtes de Scarlino (1978). Les Côtes ont été proposées comme site d'importance communautaire (SIC) en tant que site Natura 2000(1998).
,

## Territoire
Cette zone naturelle protégée s'étend sur 752 ha, comprend un système vallonné côtier situé entre le marais de Scarlino et la plaine du Pian d'Alma, dans la Bandite di Scarlino. Les reliefs se situent à un peu plus de 200 m d'altitude. La côte comprend de magnifiques criques sauvages baignées par une mer transparente. Derrière la côte, la zone est couverte de forêts de chêne vert et de maquis méditerranéen dominés par les chênes verts et les arbousiers.

## Historique
C'est une zone humide côtière résiduelle de la Toscane qui revêt une importance considérable pour l'escale de migration, l'hivernage et la nidification de l'avifaune, en particulier pour la conservation de certaines espèces nicheuses désormais rares et menacées telles que le butor étoilé  (Botaurus stellaris), le busard des roseaux (Circus aeruginosus) et le lusciniole à moustaches (Acrocephalus melanopogon). À noter la présence de la martre des pins (Martes martes). La zone marécageuse côtière est en grande partie d'eau douce (avec une prédominance de roseaux), avec une portion saumâtre importante, où les joncs et la salicorne poussent.

## Faune
L'avifaune comprend : le butor étoilé migrateur, hivernant et nicheur ; le busard des roseaux, l'hivernage et la nidification irrégulière ; le fuligule nyroca, migrateur. Sont également présents dans la zone humide le faucon crécerelle, l'effraie, la buse variable, la chouette, le pigeon ramier, le geai, la huppe fasciée, l'oie sauvage, le cormoran, la sarcelle d'hiver, le canard siffleur, le milouin, la sarcelle d'hiver, grèbe castagneux, bécassine et vanneau. Dans la région, il y a une population reproductrice de lusciniole à moustaches (Acrocephalus melanopogon), d'un intérêt significatif, comme la seule population du sud de la Toscane. La zone est importante pour le repos et l'hivernage des oiseaux aquatiques. On y trouve également plusieurs mammifères : sanglier, renard, belette, fouine, porc-épic, blaireau et hérisson. Parmi les insectes, on trouve le papillon Euplagia quadripunctaria.

## Flore
Parmi les espèces végétales présentes : l'armoise bleutée (Artemisia caerulescens, une espèce très rare en Toscane, signalée dans les prés salés du parc naturel de la Maremme et de le marais de Scarlino. En outre, il y a aussi le genévrier épineux, le chêne vert et le pin parasol.

## Galerie

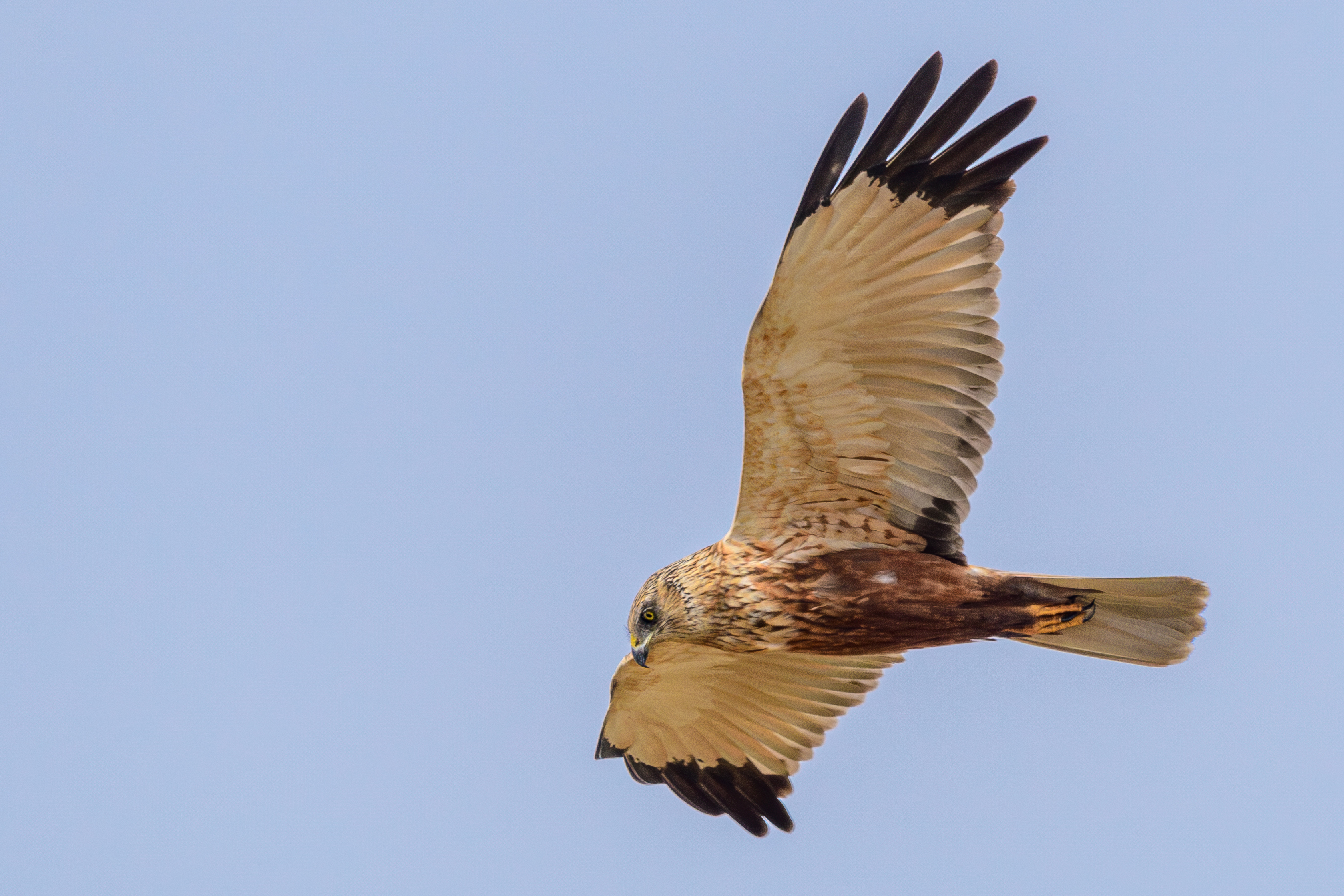
Butor des roseaux en vol.
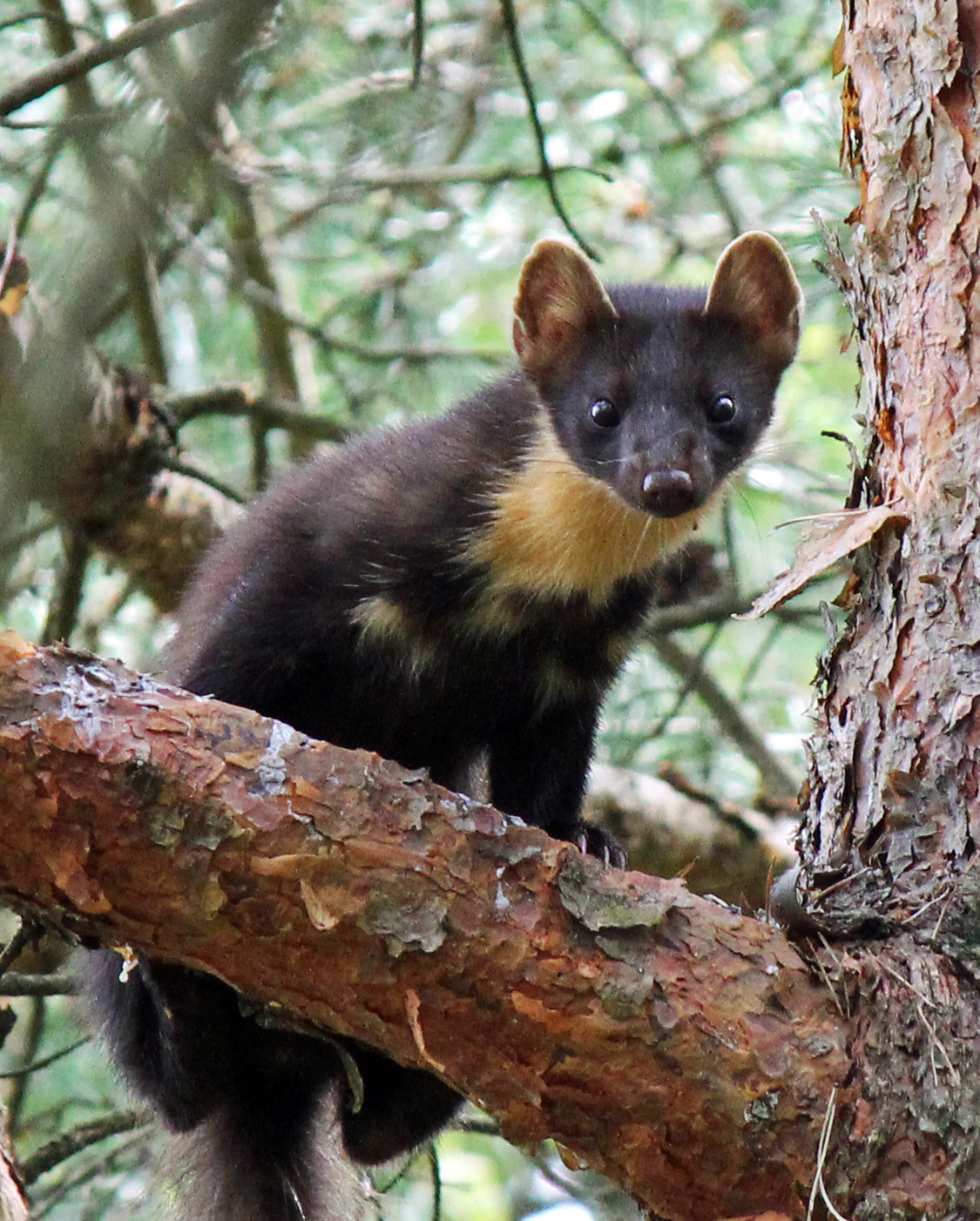
Martre des pins.